# Partit Comunista Obrer Espanyol
|  | Aquest article tracta sobre el partit fundat el 1973. Vegeu-ne altres significats a «Partit Comunista Obrer Espanyol (1921)». |

El Partit Comunista Obrer Espanyol (PCOE) és un partit polític espanyol liderat i creat per Enrique Líster el 1973, després de la seva sortida del Partit Comunista d'Espanya (al que posteriorment tornaria l'any 1986). Les joventuts estan organitzades en la Federació de Joves Comunistes d'Espanya. A Catalunya el PCOE està associat amb el Partit Comunista Obrer de Catalunya (PCOC).

## Història
L'escissió es va produir a conseqüència del posicionament del PCE davant la intervenció soviètica a Txecoslovàquia el 1968, així com la consolidació de la línia eurocomunista promoguda per Santiago Carrillo. La postura del sector dirigit per Líster, favorable a la intervenció i al manteniment del marxisme-leninisme, es va trobar en minoria en el PCE, el que el va portar a fundar el Partit Comunista Obrer Espanyol. Aquest va ser legalitzat el 31 d'octubre de 1977, coincidint amb el lliurament del passaport a Enrique Líster per al seu retorn des de Moscou, on vivia exiliat des del final de la Guerra Civil. No va obtenir representació parlamentària en les successives consultes electorals, arribant a donar suport a les llistes del PSOE, tot i això, en les circumscripcions on es van presentar avantatjava a la resta d'organitzacions de l'esquerra extraparlamentària.
El 1985, la nova direcció del PCE encapçalada per Gerardo Iglesias decideix expulsar Santiago Carrillo i els seus seguidors són destituïts dels òrgans de direcció, i poc després es funda la Plataforma Cívica per la Sortida d'Espanya de l'OTAN, que finalment donaria lloc a la fundació d'Esquerra Unida.
En aquest context, el Comitè Central del PCOE, encapçalat per Líster, va negociar amb el PCE la seva reintegració i dissolució en el mateix, en un Congrés Extraordinari que es va celebrar finalment els dies 18, 19 i 20 d'abril, i en què van participar 250 delegats del PCOE. Alguns membres de la direcció, però, es van oposar a la decisió, actitud que Líster va qualificar com de “quatre matussers que no comprenen una paraula del moment que vivim”, alhora que donava suport a la unitat de l'esquerra entorn d'IU.
Al seu torn, l'any 2000 es produeix un procés d'unitat amb el Partit Comunista dels Pobles d'Espanya (PCPE), que novament divideix al partit i que acaba amb la celebració d'un Congrés d'Unitat a Madrid en el qual s'integra definitivament una part del mateix, mentre d'altres continuen l'activitat al PCOE.
Finalment, al 2020 el Partit promou la unitat d'acció amb altres organitzacions comunistes, el PCPE, el PCTE i el PCE(r), dels quals només amb el primer acaben signant un document conjunt, malgrat al 2022 consideren el procés ja fallit i acabat per diferències ideològiques.